# Récif Swallow
Le récif Swallow (en anglais Swallow Reef, en malais Pulau Layang-Layang, en vietnamien Đá Hoa Lau, en tagalog Bahura ng Celerio, en mandarin Yànzi Dǎo (en sinogrammes 燕子島))), est un récif situé dans les îles Spratleys en mer de Chine méridionale.

## Revendications de souveraineté
Le récif Swallow est contrôlé par la Malaisie depuis 1983, mais est revendiqué par le Viêt Nam, la Chine et Taïwan.
L'aéroport de Layang-Layang (en) est situé sur le récif.
Depuis les années 1990, le gouvernement malaisien souhaite développer touristique sur le récif, en plus de la base navale.
Le récif le plus proche est le récif Royal Charlotte, à un peu plus de 28 milles marins au sud-ouest.